# Katni (huyện)
Huyện Katni là một huyện thuộc bang Madhya Pradesh, Ấn Độ. Thủ phủ huyện Katni đóng ở Katni. Huyện Katni có diện tích 4947 ki lô mét vuông. Đến thời điểm năm 2001, huyện Katni có dân số 1063689 người.